# Capsula interna

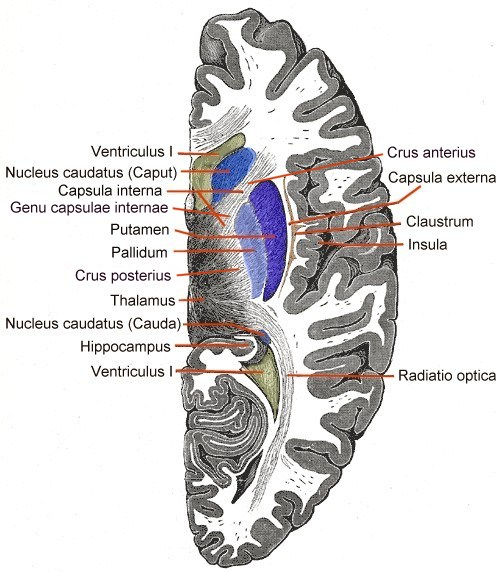
Tvärsnitt av högra hjärnhalvan. Capsula interna är markerat tredje överst till vänster.

Capsula interna (Inre nervtrådskapseln) kallas det breda stråk nervtrådar (vit substans) i hjärnan bland annat från pyramidbanorna när de passerar mellan nucleus lentiformis och nucleus caudatus på sin väg från cortex ned mot hjärnbryggan.